# Phalangosoma minutum
Phalangosoma minutum är en skalbaggsart som beskrevs av Marc Lacroix 2004. Phalangosoma minutum ingår i släktet Phalangosoma och familjen Melolonthidae. Inga underarter finns listade i Catalogue of Life.